# Pleurosira
Pleurosira – rodzaj okrzemek występujących głównie w wodach słonawych. 

## Morfologia
W naturze tworzy nitkowate, czasem zygzakowate kolonie utrzymywane razem za pomocą śluzu. Jednokomórkowe osobniki mają kształt cylindryczny z okrywami w przybliżeniu okrągłymi. Prążki pojedyncze, ułożone promieniście i przechodzące bez załamania w dół płaszcza. Okrywy czasem pokryte granulowatymi wypustkami. Areole proste, przebijające grubą krzemionkową ścianę, prawdopodobnie bez welum. Krawędź płaszcza zakrzywiona, czasem z wyrostkami. Na biegunach okryw położone są dwa zestawy otworów (ocellusy), czasem nieco wystające. Obecne są wyrostki labialne. Valvocopula podzielona, z wyrostkami. Wstawki podzielone, z wyrostkami, o kształcie języczkowatym lub odwrotnie języczkowatym. 
Plastydy dyskowate.

## Ekologia
Rodzaj przeważnie słonawowodny. Występuje dość powszechnie na wybrzeżach morskich i zasolonych wodach śródlądowych.

## Gatunki
W serwisie AlgaeBase w 2018 r. zgromadzono 7 taksonów podrzędnych (gatunków i odmian) o potwierdzonym statusie:
- Pleurosira indica B.Karthick & Kociolek
- Pleurosira inusitata (M.H.Hohn & J.Hellerman) N.Desianti, M.Potapova & J.Beals
- Pleurosira laevis (Ehrenberg) Compère
- Pleurosira minor Metzeltin, Lange-Bertalot & García-Rodríguez
- Pleurosira socotrensis (F.Kitton) Compère
- Pleurosira socotrensis var. bengalensis Compère
- Pleurosira socotrensis var. pangeroni (Leuduger-Fortmorel) Compère

Pleurosira thermalis (Meneghini) Meneghini, opisana pierwotnie jako Melosira thermalis, jest podawana jako typ nomenklatoryczny, ale uznana za synonim gatunku Cerataulus thermalis.
W Polsce stwierdzono występowanie P. laevis – w Zalewie Szczecińskim, Zalewie Wiślanym, a także w Odrze na odcinku zanieczyszczonym wodami kopalnianymi.